# Мишел Ебишер
Мишел Ебишер (Фрибур, 24. фебруар 1997) је швајцарски професионални фудбалер који игра на позицији дефанзивног везног за клуб Серије А из Болоње и репрезентацију Швајцарске. За репрезентацију Швајцарске је први пут заиграо на омладинском нивоу 2012. године као члан Швајцарске репрезентације У16.

## Играчка каријера

### Клубови
Ебишер је омладински експонент из Јанг Бојса. Дебитовао је у швајцарској Супер лиги 10. септембра 2016. против Луцерна. Био је део тима Јанг Бојса који је освојио швајцарску Супер лигу 2017/18, њихову прву лигашку титулу за 32 године.
Дана 25. јануара 2022. придружио се Болоњи у Италији. Пренос је у почетку био зајам са будућом обавезом да се права откупе за трајно.

### Репрезентација
Ебишер је дебитовао за репрезентацију Швајцарске 18. новембра 2019. у квалификационој утакмици за Европско првенство 2020. против Гибралтара. Ушао је као замена за Рубена Варгаса у 85. минуту. Дана 9. новембра 2022. позван је у швајцарски тим за Светско првенство у фудбалу 2022. у Катару, где је једном наступио као замена за Џибрила Соуа у 76. минуту у поразу од Бразила у Групи Г резултатом 1:0.
Дана 7. јуна 2024, Ебишер је именован у тим од 26 играча за УЕФА Еуро 2024. Дана 15. јуна постигао је свој први међународни гол и пружио асистенцију у победи над Мађарском резултатом 3 : 1 у првом мечу Швајцарске на турниру.

## Успеси
Јанг бојс
- Суперлига Швајцарске у фудбалу: шампион 2017–18, 2018–19, 2019–20.[11][12]
- Куп Швајцарске: победник 2019–20[13]

Индивидуално
- Суперлига Швајцарске у фудбалу Тим године: 2019–20,[14] 2020–21.,[15]